# 静岡県道109号伊東川奈八幡野線

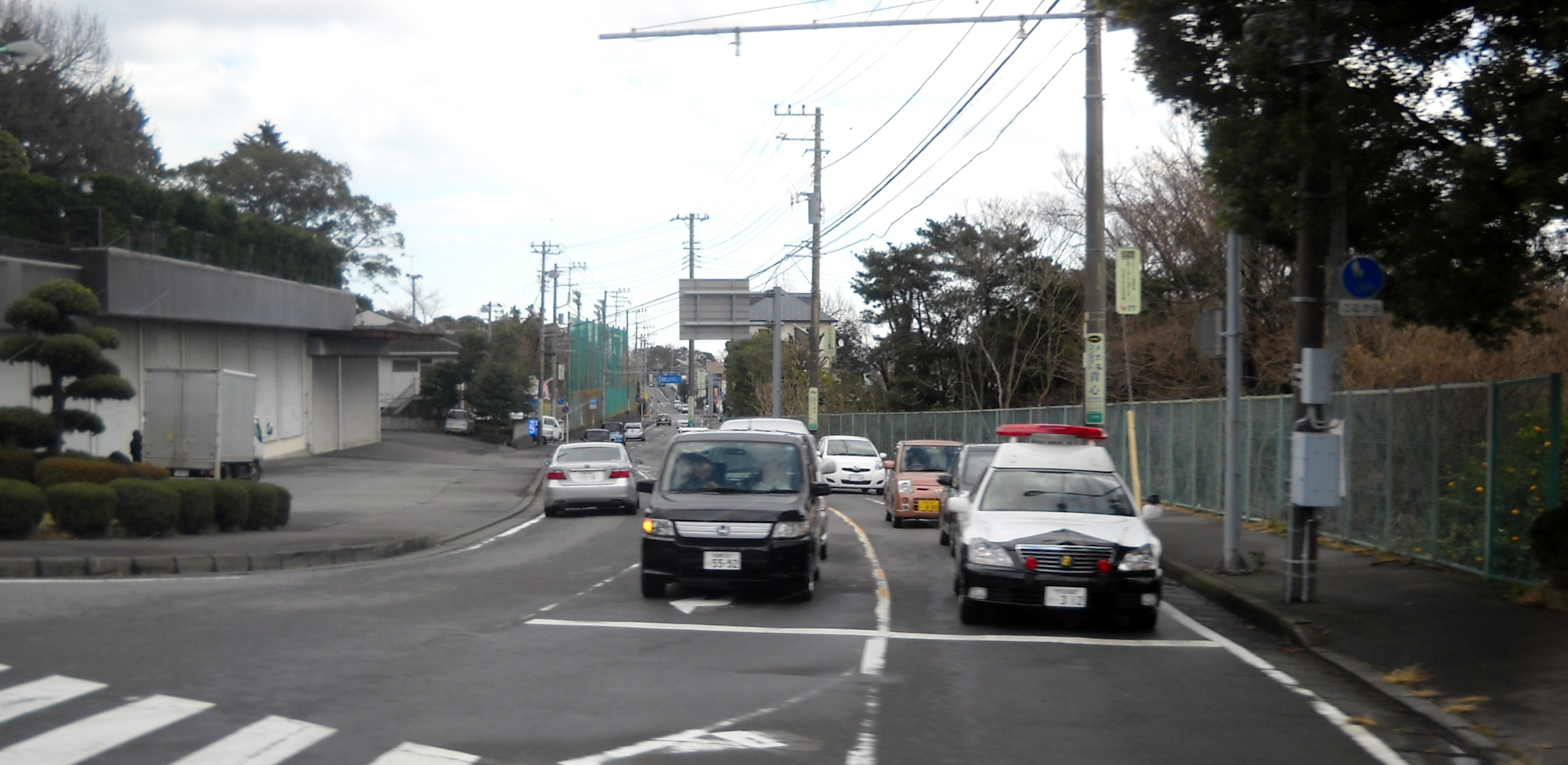
終点の様子

静岡県道109号伊東川奈八幡野線（しずおかけんどう109ごう いとうかわなやわたのせん）は、静岡県伊東市を通る県道である。

## 概要
伊東市街の南側にある新井地区で国道135号から分岐して、海岸線沿いを縫うように川奈地区、富戸地区を抜けて八幡野で国道135号に合流する。これらの地区の生活道路であるほか、沿線には汐吹公園、川奈ホテル、城ヶ崎海岸などの観光地、蓮慶寺などの旧跡を擁するため観光道路としても機能する。ただし川奈地区以南は未改良区間が多いため、行楽シーズンの休日には混雑することが多い。

## 路線データ
- 起点 : 伊東市湯川[1]
- 終点 : 伊東市八幡野[1]

## 歴史
- 1955年（昭和30年）1月28日 - 県道認定[2]

## 地理

### 交差する道路
- 国道135号